# Elezioni regionali nelle Marche del 1975
Le elezioni regionali nelle Marche del 1975 si tennero il 15-16 giugno.
Per effetto della legge elettorale, con meno voti la DC ottenne più seggi del PCI, mantenendo così la guida della regione con la solita maggioranza di centrosinistra moderato. Per compensare gli elettori progressisti comunque, nel corso della legislatura cedette la presidenza al PSI.

## Risultati elettorali
| Liste                                                  | Voti    | %     | Seggi |
| ------------------------------------------------------ | ------- | ----- | ----- |
| Partito Comunista Italiano (PCI)                       | 350.018 | 36,88 | 15    |
| Democrazia Cristiana (DC)                              | 346.092 | 36,46 | 16    |
| Partito Socialista Italiano (PSI)                      | 92.958  | 9,79  | 4     |
| Partito Socialista Democratico Italiano (PSDI)         | 50.666  | 5,34  | 2     |
| Movimento Sociale Italiano - Destra Nazionale (MSI-DN) | 42.122  | 4,44  | 1     |
| Partito Repubblicano Italiano (PRI)                    | 32.595  | 3,43  | 1     |
| Partito di Unità Proletaria per il Comunismo (PDUP)    | 20.122  | 2,12  | 1     |
| Partito Liberale Italiano (PLI)                        | 14.605  | 1,54  | -     |
| Totale                                                 | 949.178 |       | 40    |

| Riepilogo dei seggi | Riepilogo dei seggi | Riepilogo dei seggi | Riepilogo dei seggi | Riepilogo dei seggi | Riepilogo dei seggi | Riepilogo dei seggi |
| ------------------- | ------------------- | ------------------- | ------------------- | ------------------- | ------------------- | ------------------- |
|                     |                     |                     |                     |                     |                     |                     |
| PdUP                | 1                   | Nuovo               |                     | PCI                 | 15                  | ▲ 1                 |
| PSI                 | 4                   | ▲ 1                 |                     | PSDI                | 2                   | ━                   |
| PRI                 | 1                   | ━                   |                     | DC                  | 16                  | ▼ 1                 |
| MSI-DN              | 1                   | ━                   |                     | PSIUP               | 0                   | ▼ 1                 |
| PLI                 | 0                   | ▼ 1                 |                     |                     |                     |                     |